# 小川光三
小川 光三（おがわ こうぞう、1928年3月6日 - 2016年5月30日）は、日本の写真家。

## 人物・来歴
小川晴暘の三男として奈良市に生まれる。兄は小川光暘。郡山中学校に在学中、兵役を志願し通信兵となる。その後画家を志し、1947年大阪市立美術館付設美術研究所で日本画と洋画を学ぶ。1948年に晴暘から飛鳥園の経営と撮影を引き継ぐ。1950年文化財保護法の施行に伴って、文化財保護委員会(現:文化庁)の委嘱で全国各地の仏像撮影に5年間従事する。1957年、初の個展を大阪・阪急百貨店で開催する。その後多くの仏寺・仏像を撮影する。

## 著書
- 『日本美術図録』第1-4輯 編 飛鳥園、1957年-1958年
- 『大和の原像 古代祭祀と崇神王朝』大和書房、1973年
  - 『大和の原像 知られざる古代太陽の道 増補』大和書房、1980年2月
- 『飛鳥園仏像写真百選』編集 学生社、1980年10月
  - 『飛鳥園仏像写真百選 続』編集 学生社、1981年11月
- 『やまとしうるはし 写真集』小学館、1982年6月
- 『大和路散歩ベスト8』新潮社(とんぼの本) 、1984年3月
- 『魅惑の仏像 1 阿修羅 奈良・興福寺』毎日新聞社、1986年2月
- 『魅惑の仏像 2 千手観音 奈良・唐招提寺金堂』毎日新聞社、1986年4月
- 『魅惑の仏像 3 釈迦三尊 奈良・法隆寺金堂』毎日新聞社、1986年5月
- 『魅惑の仏像 4 弥勒菩薩 京都・広隆寺』毎日新聞社、1986年6月
- 『魅惑の仏像 5 薬師三尊 奈良・薬師寺金堂』毎日新聞社、1986年7月
- 『魅惑の仏像 6 四天王 奈良・東大寺戒壇堂』毎日新聞社、1986年8月
- 『魅惑の仏像 7 十一面観音 滋賀・向源寺』毎日新聞社、1986年9月
- 『魅惑の仏像 8 阿弥陀如来 京都・平等院鳳凰堂』毎日新聞社、1986年10月
- 『魅惑の仏像 9 十二神将 奈良・新薬師寺』毎日新聞社、1987年2月
- 『魅惑の仏像 10 盧舎那仏 奈良・唐招提寺金堂』毎日新聞社、1987年2月
- 『魅惑の仏像 11 五大明王 京都・教王護国寺講堂』毎日新聞社、1987年3月
- 『魅惑の仏像 12 不空羂索観音 奈良・東大寺法華堂』毎日新聞社、1987年4月
- 『魅惑の仏像 13 金剛力士 奈良・興福寺』毎日新聞社、1987年5月
- 『魅惑の仏像 14 百済観音 奈良・法隆寺』毎日新聞社、1987年6月
- 『魅惑の仏像 15 如意輪観音 大阪・観心寺』毎日新聞社、1987年7月
- 『魅惑の仏像 16 風神・雷神 京都・妙法院三十三間堂』毎日新聞社、1987年8月
- 『魅惑の仏像 17 雲中供養菩薩 京都・平等院鳳凰堂』毎日新聞社、1987年9月
- 『魅惑の仏像 18 聖観音 奈良・薬師寺東院堂』毎日新聞社、1987年10月
- 『魅惑の仏像 19 五大虚空蔵菩薩 京都・神護寺多宝塔』毎日新聞社、1987年11月
- 『魅惑の仏像 20 阿弥陀三尊 兵庫・浄土寺浄土堂』毎日新聞社、1987年12月
- 『不滅の建築 1 法隆寺五重塔 奈良・法隆寺』毎日新聞社、1988年6月
- 『不滅の建築 2 唐招提寺金堂 奈良・唐招提寺』毎日新聞社、1988年7月
- 『不滅の建築 3  平等院鳳凰堂 京都・平等院』毎日新聞社、1988年8月
- 『不滅の建築 5 東大寺南大門 奈良・東大寺』毎日新聞社、1988年10月
- 『不滅の建築 6 長弓寺本堂 奈良・長弓寺』毎日新聞社、1988年11月
- 『魅惑の仏像 21 十一面観音 奈良・室生寺』写真 毎日新聞社、1992年10月
- 『魅惑の仏像 22 天灯鬼・竜灯鬼 奈良・興福寺』写真 毎日新聞社、1992年11月
- 『魅惑の仏像 23　如意輪観音 京都・宝菩提院』写真 毎日新聞社、1992年2月
- 『日本名建築写真選集 第5巻 唐招提寺』撮影 新潮社、1992年5月
- 『魅惑の仏像 24　薬師如来 京都・神護寺本堂』写真 毎日新聞社、1993年1月
- 『奈良大和路の仏像 飛鳥・白鳳・天平仏に親しむ』(JTBキャンブックス) 日本交通公社出版事業局、1993年12月
- 『魅惑の仏像 25 二十八部衆 京都・妙法院三十三間堂』写真 毎日新聞社、1993年2月
- 『魅惑の仏像 26　釈迦如来 奈良・室生寺弥勒堂』写真 毎日新聞社、1993年3月
- 『魅惑の仏像 27　如意輪観音 奈良・中宮寺』写真 毎日新聞社、1996年10月
- 『魅惑の仏像 28　大日如来 奈良・円成寺』写真 毎日新聞社、1996年10月
- 『あをによし 小川光三写真集』小学館、1996年6月
- 『興福寺』撮影 新潮社、1997年2月
- 『大和路古寺・仏像巡り』文・写真 主婦と生活社、1999年2月
- 『大和路散歩ベスト10』新潮社、とんぼの本 2003年2月
- 『奈良世界遺産散歩』新潮社、とんぼの本 2006年3月
- 『ヤマト古代祭祀の謎』学生社、2008年2月

### 共著
- 『平等院』飛鳥園写真部 写真撮影、倉田文作 解説、小川編 飛鳥園、1956年4月
- 『奈良の名宝 鑑賞と案内』八宗会 編著、撮影 社会思想社 (現代教養文庫)  1965年
- 『仏像の美見かた考えかた』倉田文作、田辺三郎助著、撮影 社会思想社、1966年
- 『巡礼の寺』三浦美佐子共著 保育社 (カラーブックス) 1967年
- 『奈良 歴史と美術』浅野清 著、撮影 社会思想社、1968年
- 『奈良の仏像』井上靖、中野玄三 文、小川、矢沢邑一 写真 淡交社、1969年
- 『大和の古寺 7 浄瑠璃寺・岩船寺・海住山寺』浜島正士 [著] 小川[ほか撮影] 岩波書店、1981年9月
- 『女人高野室生寺』北川桃雄ほか共著) 新潮社(とんぼの本)、1985年9月
- 『仏像の見分け方』西村公朝共著 新潮社 (とんぼの本) 1987年9月
- 『ほとけの顔』全4巻 写真、西村公朝 文 毎日新聞社、1989年
- 『観音巡礼』白洲正子 撰、写真、毎日新聞社、1993年3月
- 『古都奈良の世界遺産』鈴木嘉吉、田中琢、西川杏太郎 監修、小川、井上博道 撮影 奈良市、1999年頃
- 『仏像』写真、關信子、山崎隆之編・監修 山と溪谷社 (山溪カラー名鑑) 2006年4月
- 『三十三間堂の仏たち』飛鳥園、小川撮影 妙法院門跡三十三間堂、2015年1月